# Mo' Better Blues
Mo' Better Blues (br: Mais e Melhores Blues) é um filme americano de drama lançado em 1990, dirigido por Spike Lee e estrelado por Denzel Washington, Spike Lee e Wesley Snipes.

## Sinopse
Bleek Gilliam nunca sonhou em ser músico, mas seus pais insistiam para que ele não parasse de estudar trompete, fazendo com que ele deixasse de lado as brincadeiras da infância e os amigos. Bleek torna-se um trompetista de sucesso e forma a sua própria banda de jazz. A personalidade difícil de Bleek somada à má administração da banda leva o quarteto a vários problemas.

## Controvérsia sobre estereótipos
Pelos personagens Moe e Josh Flatbush como donos do bar, Spike Lee atraiu a ira da Liga Antidifamação, da B'nai B'rith e de outras organizações judaicas. A Liga Antidifamação alegou que as caracterizações dos donos da casa noturna "revelam uma forma antiga e altamente perigosa de estereótipos anti-semitas", e que, "É decepcionante que logo Spike Lee - que tem grande parte do seu sucesso ligado aos seus esforços em derrubar estereótipos e preconceitos raciais - tenha aplicado o mesmo tipo de tática que supostamente deplora ".
Lee finalmente respondeu em um editorial no The New York Times, alegando "dois pesos, duas medidas" às acusações antissemitas, sendo que as representações negativas de afro-americanos é uma história de longa data no cinema.

## Elenco[4]
- Denzel Washington — Bleek Gilliam
- Spike Lee — Giant
- Wesley Snipes — Shadow Henderson
- Giancarlo Esposito — Left Hand Lacey
- Robin Harris — Butterbean Jones
- Joie Lee — Indigo Downes
- Bill Nunn — Bottom Hammer
- John Turturro — Moe Flatbush
- Dick Anthony Williams — Big Stop Williams
- Cynda Williams — Clarke Bentancourt
- Nicholas Turturro — Josh Flatbush
- Jeff 'Tain' Watts — Rhythm Jones
- Samuel L. Jackson — Madlock
- Leonard L. Thomas — Rod
- Charlie Murphy — Eggy
- Coati Mundi - Roberto